# Euselates virgata
Euselates virgata är en skalbaggsart som beskrevs av Oliver Erichson Janson 1892. Euselates virgata ingår i släktet Euselates och familjen Cetoniidae. Utöver nominatformen finns också underarten E. v. pauliani.